# Pierre-Jacques de Potier
Pour les articles homonymes, voir Potier.
Pierre-Jacques, comte de Potier (Metz, 7 mars 1780 – Châlette-sur-Loing, 2 mai 1840), est un général français, actif pendant les guerres napoléoniennes. Il fut nommé Gentilhomme honoraire de la chambre du roi sous la Restauration.

## Biographie
Pierre-Jacques de Potier naquit à Metz, le 7 mars 1780, d'une famille, selon Courcelles, « déjà illustrée par ses services dans l'armée, et dans les hautes fonctions de l'administration ». Il est issu de la famille de Potier originaire de Bourgogne et de Champagne. Cette famille noble d'extraction est maintenue dans sa noblesse en 1702. Elle présente un certificat de noblesse délivré par Chérin, le 7 juin 1787. Elle porte le titre de comte conféré par lettres patentes du roi Louis XVIII en date du 8 mars 1816.
Pierre-Jacques de Potier entra au service, le 16 fructidor an IV, comme hussard dans le 8e régiment, où il fut fait brigadier, le 15 thermidor an VI ; fourrier, le 1er floréal an VII ; maréchal-des-logis-chef, le 11 prairial an IX ; sous-lieutenant de la compagnie d'élite, le 28 fructidor an X, et lieutenant de la même compagnie, le 16 germinal an XIII.
Il fit les campagnes de 1797 et 1798, à l'armée d'Helvétie ; celles de 1799, 1800 et 1801, à l'armée du Danube ; celles de 1803 et 1804, sur les côtes de l'Océan, et enfin celles de 1805 et 1806, à la Grande Armée d'Allemagne. Il fut blessé, le 21 vendémiaire an XIV (13 octobre 1805, atteint d'un coup de feu à l'épaule droite, et d'un coup de sabre à la tête) dans une reconnaissance, près de Memmingen.
Blessé d'un coup de feu à la jambe gauche à Eylau le 8 février 1807, il devint aide de camp du général de division Bourcier, inspecteur général de cavalerie, le 1er mars suivant ; fit, en cette qualité, la campagne de Pologne, et fut promu au grade de capitaine, le 1er juin de la même année.
Il fit les campagnes de 1808 et partie de celle de 1809, en Espagne, et obtint le grade de chef d'escadron, le 13 février 1809.
Il fit la seconde partie de la campagne de 1809 à la Grande Armée d'Allemagne, et passa, avec son grade de chef d'escadron, dans le 25e régiment de chasseurs à cheval, le 3 septembre de la même année. Il fit avec ce régiment la campagne de Russie (1812), et se distingua dans toutes les affaires auxquelles son régiment eut occasion de prendre part. À la tête de 50 chevaux seulement, il pénétra, le premier de toute la cavalerie française, dans la ville de Krasnoï ; et, par une charge très-hardie, il y facilita l'entrée de deux compagnies de voltigeurs et d'infanterie de ligne. Le 7 septembre, à la bataille de la Moskowa, il rétablit et forma deux fois son régiment au milieu de l'infanterie russe ; et, après avoir enfoncé 2 bataillons, il le reconduisit la charge sur la cavalerie ennemie : quoique blessé aux reins, il ne quitta pas son poste. Aux affaires de Krasnoï et de la Moskowa, il eut trois chevaux tués sous lui... Dans cette même campagne, le colonel Potier commanda, outre son régiment, la 10e brigade de cavalerie légère, depuis le 7 septembre jusqu'au 18 octobre. Une « garde d'honneur » ayant été organisée à Bohr, sous le nom d'escadron sacré, pendant la retraite de Russie, avec les officiers supérieurs de diverses armes, le colonel Potier fut fait brigadier de la 3e compagnie de cette même garde. L'Escadron sacré fut dissous à Wilna.
En 1813, il fut promu au grade de major par décret impérial du 17 juillet ; fit la campagne de cette année, à la grande-armée d'Allemagne, et y eut le commandement d’un régiment provisoire de hussards, faisant partie du 3e corps de cavalerie. Il reçut deux coups de sabre, le 22 août, à l'affaire de Gross Beeren, sous Berlin, où il culbuta et sabra, avec 2 escadrons du 4e régiment de hussards, un régiment de hussards suédois : il eut un cheval tué sous lui dans cette affaire. Il fut blessé d'un coup de lance à l'affaire de Jüterbog, le 7 septembre. L'armée effectuant sa retraite sur le Rhin, après la perte de la bataille de Leipzig, le colonel Potier commanda 500 chevaux à l'arrière-garde, où il se distingua en plusieurs occasions, et particulièrement à l'affaire de Hochheim, le 3 novembre.
Il fut nommé colonel du 3e régiment de chasseurs à cheval, le 6 du même mois, et fit en cette qualité la campagne de France (1814). Il fut mis colonel « à la suite » du même régiment, le 22 octobre 1814, par l'effet de l'incorporation de plusieurs régiments dans le 3e de chasseurs, et de la rentrée en France du colonel de ce corps, qui sortait alors des prisons de l'ennemi.
En 1815, pendant « l'invasion de Buonaparte en France », le colonel Potier rejoignit « l'armée royale » à Gand, le 6 mai. Il fut nommé, le 15 juin suivant, colonel du corps royal des chasseurs de France, et devint colonel des chasseurs à cheval de la Garde royale, avec rang de maréchal-de-camp, le 7 septembre de la même année.
Il fut confirmé dans le grade de maréchal-de-camp, par décision ministérielle du 21 novembre 1817, pour prendre rang au 6 du même mois, conformément à l'ordonnance royale du 5 novembre 1816 : cette promotion lui conserva le commandement des chasseurs à cheval de la Garde royale.
Affecté à l'armée des Pyrénées (1823), il commandait la 1re brigade de la division du Haut-Ebre du corps d'occupation en Espagne lors de l'expédition d'Espagne.
Le comte de Potier a été nommé légionnaire, le 20 août 1809 ; officier de la même Légion, le 25 août 1814 ; chevalier de l'ordre royal et militaire de Saint-Louis, le 26 octobre suivant, et commandeur de l'ordre royal de la Légion d'honneur, le 18 mai 1820. Louis XVIII l'a nommé gentilhomme honoraire de sa chambre, le 22 avril 1821.
Pierre-Jacques de Potier décéda le 2 mai 1840, au Lancy, sur la commune de Châlette-sur-Loing dans le Loiret. Il fut inhumé dans le cimetière communal.

## Récapitulatifs

### Titre et honneurs
- Comte héréditaire (lettres patentes du 9 mars 1816) ;
- Gentilhomme honoraire de la chambre du Roi (22 avril 1821).

## Décorations
| Commandeur de la Légion d'honneur | Chevalier de Saint-Louis | Chevalier de 4e classe de l'ordre de Saint-Ferdinand d'Espagne. |

- Légion d'honneur[3] :
  - Légionnaire (20 août 1809), puis,
  - Officier (25 août 1814), puis,
  - Commandeur de la Légion d'honneur (18 mai 1820) ;
- Chevalier de Saint-Louis[6] (26 octobre 1814) ;
- Chevalier de 4e classe de l'ordre de Saint-Ferdinand d'Espagne (1823).

## Ascendance & postérité
Pierre Jacques de Potier était le fils aîné du légitime mariage de Jean-Jacques (de) Potier (né en 1755), écuyer, officier d'infanterie puis commissaire des guerres aux Trois-Évêchés et commissaire ordonnateur, chevalier de Saint-Louis et de Marie-Anne de Baillivy.
- Il avait quatre frères et une sœur :

1. Jacques-Charles, baron de Potier (1782-1859), colonel de gendarmerie, commandeur de la Légion d'honneur[9] ;
2. Philippe de Potier (1783-1806), maréchal des logis ;
3. Adélaïde Colette de Potier (née en 1792), mariée (21 octobre 1818) avec Ferdinand Lallement de Saint-Amand ;
4. Louis Nestor de Potier (1795-1871), général de brigade[10], commandeur de la Légion d'honneur[11], marié (le 22 décembre 1834, La Villedieu-du-Clain), avec Aménaïde de Lastic Saint-Jal (1808-1880), fille de Charles, comte de Lastic Saint-Jal (1764-1848), dont une fille ;
5. Jacques Victor de Potier (1797-1845), chef de bataillon ;

- Pierre Jacques de Potier épousa, le 11 août 1819, Marie-Catherine-Louise Claveau (née en 1799). Ensemble, ils eurent:
  - Charles-Marie-Ferdinand-Jacques, comte de Potier (Paris Ier, 11 juillet 1820 - Paris VIIIe, 23 juillet 1888), Saint-Cyrien (1839-1841, Promotion Mazagran), général de division[12], grand officier de la Légion d'honneur[13], marié, le 3 mai 1860, avec Sophie Louise Alexandrine (1837-1881), fille d'Alexandre Joseph Desmoutier (vers 1799-1854), adjoint au maire de Douai et de Sophie Désirée Aimé Wauquier, dont :
    - Edgard (18 décembre 1860 - juillet 1885) ;
    - Alix Caroline Marie (née le 6 juillet 1862), mariée, le 1er juillet 1884 à Rennes, avec Raymond Georgin de Mardigny (1852-1909), lieutenant-colonel d'infanterie, dont postérité ;
    - Germaine Alix Marie (née le 7 octobre 1878 - Douai), mariée (1°) le 11 décembre 1900 à Douai, avec Raoul, comte Brindejonc de Bermingham (1869-1907), officier de cavalerie, lieutenant au 6e cuirassiers (1903) dont postérité ; (2°), le 30 mai 1912 à Paris, avec Marc Le François des Courtis de La Groye (1872-1944), officier de marine (École navale : promotion 1890), dont postérité ;

  - Louis-Marie-Jean-Alfred, vicomte de Potier[7] (né le 26 février 1822), consul de France ;
  - Jean Pierre Marie Gustave (Paris, 4 juin 1825 - 30 mars 1888), marié, le 25 septembre 1854 à Yzeure, avec Zélie († 8 janvier 1870 - Pont-l'Évêque), fille d'Abel Richard de Soultrait (1799-1864), garde du corps du roi, dont :
    - Anne (née en 1856) ;
    - Thérèse (née le 17 juillet 1858 - Château de la Ronde, Moulins), chanoinesse de l'ordre royal de Sainte-Anne de Munich ;
    - Constance (née le 29 avril 1863 - Avallon)